# لن گودسون
لن گودسون (انگلیسی: Len Goodson؛ 2nd Q, 1880 – 1st Q, 1922, age 41) بازیکن فوتبال اهل پادشاهی متحد بریتانیای کبیر و ایرلند بود.
از باشگاه‌هایی که در آن بازی کرده‌است می‌توان به باشگاه فوتبال میدلزبرو و باشگاه فوتبال دونکستر راورز اشاره کرد.